# بيتر ماتي
بيتر ماتي (بالمجرية: Máté Péter)‏، هو لاعب كرة قدم هنغاري، من مواليد 2 ديسمبر 1984

 في بوسبوكلاداني في هنغاريا.
بدأ مسيرته الكروية مع نادي ديبريشيني في عام 2000، وهو يلعب معهم حتى الآن، وفي موسم 2004/2005 أعير إلى نادي ديوسغيوري، ولعب معهم 26 مباراة وسجل هدفين، وفي موسم 2006/2007 أعير إلى نادي ريدينغ الإنجليزي.
و قد بدأ باللعب مع منتخب هنغاريا لكرة القدم في عام 2005.

## روابط خارجية
- بيتر ماتي على موقع قاعدة بيانات كرة القدم.إي يو (الإنجليزية)
- بيتر ماتي على موقع Soccerbase.com (لاعب) (الإنجليزية)
- بيتر ماتي على موقع Soccerway.com (الإنجليزية)
- بيتر ماتي على موقع عالم كرة القدم.نت (الإنجليزية)
- بيتر ماتي على موقع كووورة